# Метсямяки
Ме́тсямяки (фин. Metsämäki, швед. Skogsbacka) — один из районов города Турку, входящий в территориальный округ Маариа-Пааттинен. Мется-мяки в переводе с финского означает "лесные холмы".

## Географическое положение
Район расположен к северo-востоку от центральной части Турку.

## Экономика
В районе располагается значительно количество предприятий и фирм:
- Metallcenter Finland Oy Ab
- SKS Group Oy / Länsi-Suomen Aluetoimisto
- Ibernavel Oy
- Mastermark Brands Oy

Имеется центр по переработке отходов.
В 2006 году в районе выделена территория для ипподрома.